# Epilobophora teriolensis
Epilobophora teriolensis är en fjärilsart som beskrevs av Kitt 1932. Epilobophora teriolensis ingår i släktet Epilobophora och familjen mätare. Inga underarter finns listade i Catalogue of Life.